# Fibra (Verlag)
Fibra ist ein kroatischer Comicverlag.
Der Verlag wurde 2006 von dem Programmierer Marko Šunjić in Zagreb gegründet. Es kommen überwiegend amerikanische, frankobelgische aber auch inländische Titel zum Abdruck.

## Bekannte Serien (Auswahl)
Watchmen, Maus, From Hell, Rip Kirby, Jackie Kottwitz, V wie Vendetta, Sandman, Sin City, Calvin und Hobbes, Batman, Der Incal, Die Meta-Barone, Ex Machina, Punisher.